# Tasov (okres Žďár nad Sázavou)
Tasov (německy Tassau) je obec v okrese Žďár nad Sázavou v Kraji Vysočina. Žije zde 682 obyvatel. V letech 1366–1954 byl Tasov městysem. K 1. lednu 2007 byla obec převedena z okresu Třebíč do okresu Žďár nad Sázavou.
Tasov nemá pojmenované ulice, pro orientaci slouží neoficiální místní pojmenování jako Městeček, Stránka, Bosna, Ulice, Hlinka, Heřmanská, K Čikovu a Ve Dvoře.
K Tasovu přiléhají také tři osady v údolí řeky Oslavy, samota Papírna a mlýny Panský a Radkovský.
Sousedními obcemi sídla jsou Ruda, Velká Bíteš, Jabloňov, Dolní Heřmanice, Čikov, Pyšel a Kamenná.

## Název
Základem jména vesnice bylo osobní jméno Tas, domácká podoba latinského jména Prothasius (řeckého původu). Význam místního jména byl "Tasův majetek". Vesnice byla pojmenována po některém příslušníkovi rodu označovaného dnes jako Tasovci, u nějž bylo jméno Tas oblíbené.

## Historie[6]
Osada vznikla ve 12. století na říčce Polomině při hradu Tassenberg (Dub). První písemná zmínka o osadě pochází z roku 1233, kdy se jejím vlastníkem stává Záviš z Tasova. Za panování jeho nástupců z rodu pánů z Lomnice se Tasov stává centrem rozsáhlého panství a také sídlem děkanátu.
Od roku 1366 je Tasov nazýván městečkem.
Roku 1390 prodal Jan z Tasova tasovskou tvrz a dvůr Sazemovi z Tasova. Oba pak společně přidali svoji pečeť na Stižní list české a moravské šlechty proti upálení Mistra Jana Husa roku 1415.
Sazemovi potomci protávají svobodný dvůr s tvrzí vladykům z Chlévského a v roce 1482 jej získali Rohovští.
Městečku se nevyhnuly ani procesy s domnělými čarodějnicemi, v 16. století byly upáleny Dorota Valová, Dorota Vitoušková a Markyta Zavadilková.
V roce 1573 získává Tasov Václav Berka z Dubé, manžel Aleny Meziříčské z Lomnice. Berkové zůstávají na Tasově do roku 1644, kdy jej získali Fürstenbergové, kteří se výrazně zasloužili o přestavbu místního kostela sv. Petra a Pavla a zrušení hrdelního práva tasovského.
Joachym Stettenhofen, který držel Tasov od roku 1794, zakládá na svém panství vsi Mihoukovice, Klementice a Jáchymov.
V roce 1869 je v městečku zřízen poštovní úřad, roku 1885 založen Sbor dobrovolných hasičů. Knihovna byla zřízena v roce 1923, ve stejném roce byly postaveny dle návrhu architekta Bohuslava Fuchse obecní dům a vila literáta Jakuba Demla, nejvýraznějšího rodáka.
V období první republiky Tasov nabývá postupně občanské vybavenosti, např. v roce 1927 byl Tasov napojen na autobusovou linku Tasov–Kralice. Roku 1929 byla zřízena v městečku nemocnice a téměř dokončena elektrifikace.
V roce 1947 je realizována stavba školního areálu, který zahrnoval školu mateřskou, obecnou, měšťanskou i zemědělskou.
Roku 1948 přichází komunistický převrat. Rodina Rohovských, která dosud držela v městečku skoro 500 let hospodářský dvůr, byla z Tasova vyhnána a její majetek združstevněn. Roku 1950 Tasov ztrácí titul městysu. V období komunismu vzniká v obci fotbalové hřiště v Bosně, sokolovna, nový hřbitov, nová školní budova, televizní převaděč, je provedena regulace potoka a také sloučení Tasova s Čikovem a Jasenicí do jedné obce.
Po roce 1989 dochází k rozdělení zmíněných obcí a také k finálnímu dokončení stavby školní budovy. V obci byla také odhalena pamětní deska Jakubu Demlovi a otevřen Literární památník Vysočiny.
Roku 2001 jsou v Tasově dokončeny vodovod a plynofikace.
1. ledna 2007 byla obec administrativně přeřazena z okresu Třebíč do okresu Žďár nad Sázavou. Titul městyse Tasovu dosud obnoven nebyl, na rozdíl od nedalekého Budišova či Vladislavi.
Při archeologických pracích v letech 2008–2009 byly v Tasově objeveny základy středověké rotundy.
V obci se nachází obchody s potravinami, kadeřnictví, cukrárna a hostinec. Tasovem prochází několik turistických cest a cyklotras a má dobré autobusové spojení s okolím. Je snadno dostupný z dálničního sjezdu u Lhotky na D1. Obec také vydává vlastní turistické známky.

## Obyvatelstvo
| Rok            | 1869 | 1880 | 1890 | 1900 | 1910 | 1921 | 1930 | 1950 | 1961 | 1970 | 1980 | 1991 | 2001 | 2011 | 2021 |
| -------------- | ---- | ---- | ---- | ---- | ---- | ---- | ---- | ---- | ---- | ---- | ---- | ---- | ---- | ---- | ---- |
| Počet obyvatel | 735  | 849  | 849  | 860  | 924  | 887  | 936  | 804  | 805  | 760  | 691  | 620  | 605  | 586  | 654  |
| Počet domů     | 116  | 130  | 133  | 149  | 159  | 163  | 179  | 207  | 199  | 200  | 183  | 216  | 224  | 245  | 268  |

## Obecní správa a politika
V letech 2006–2010 působil jako starosta Josef Borůvka, v letech 2010–2022 byl starostou Ing. Pavel Pavlíček a od roku 2022 je starostkou Ing. Iveta Zezulová, DiS.

## Doprava
Na území obce zasahuje krátký úsek dálnice D1. Dále tudy prochází silnice II/390 v úseku Osová Bítýška - Tasov - Budišov, která se zde kříží se silnicí II/392 v úseku Velké Meziříčí - Tasov - Jinošov. Silnice III. třídy jsou:
- III/3923 Tasov - Vaneč
- III/3924 Holubí Zhoř - Tasov

## Školství
- Základní škola a mateřská škola Tasov

## Pamětihodnosti
- Kostel svatého Petra a Pavla – barokní stavba z první poloviny 18. století
- Hrádek – zřícenina gotické tvrze
- Dub – zřícenina hradu nad řekou Oslavou, dříve Tassenberg.
- Vila Jakuba Demla – jejím architektem je Bohuslav Fuchs
- Literární památník Vysočiny

## Významné osobnosti
- Jakub Deml (1878–1961), kněz a spisovatel
- Josef Václav Hakl (1912–2004), malíř
- Miloš Kačírek (1937–2007), grafik a pedagog
- Jan Knies (1860–1937), učitel, archeolog, geolog, paleontolog a krasolog
- Vendula Příhodová (* 1989), zpěvačka
- Josef Robotka (1906–1952), podplukovník generálního štábu
- Vincenc Sedlák (* 1929), spisovatel
- Karel Švestka (1926–2012), spisovatel
- Stanislav Vodička (1910–1982) spisovatel, umělecký knihvazač

## Galerie

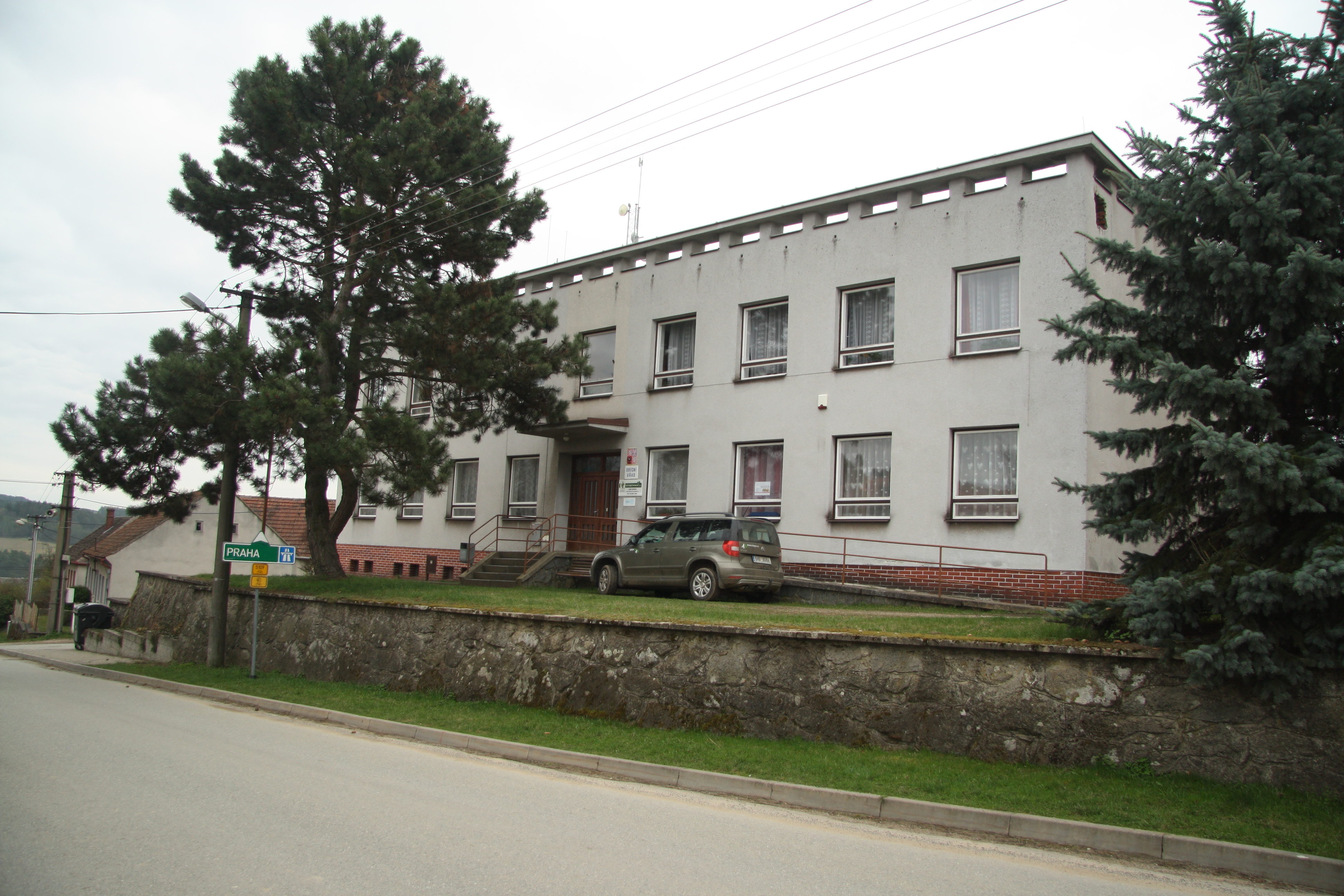
Obecní úřad
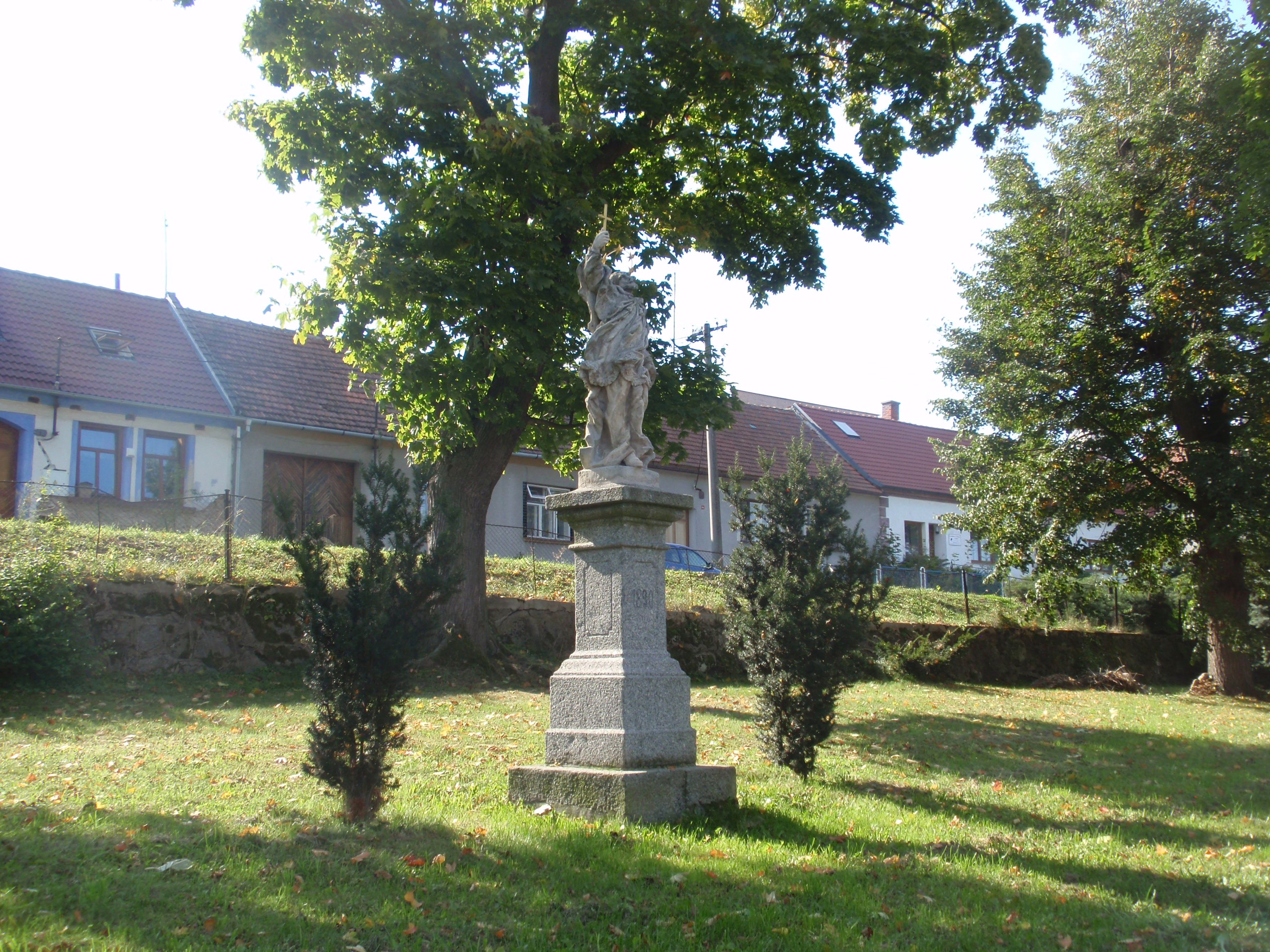
Socha svatého Jana Nepomuckého
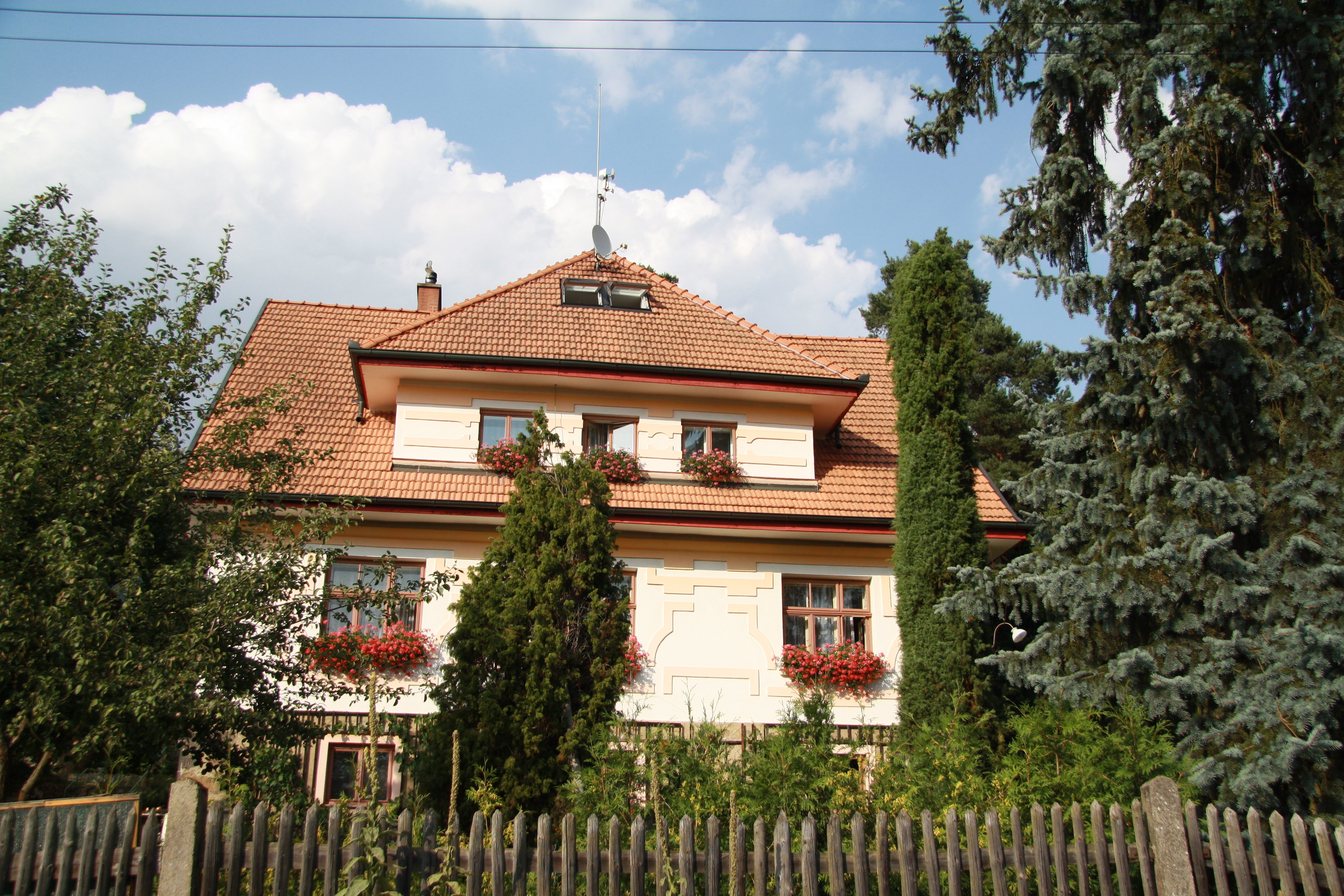
Vila Jakuba Demla
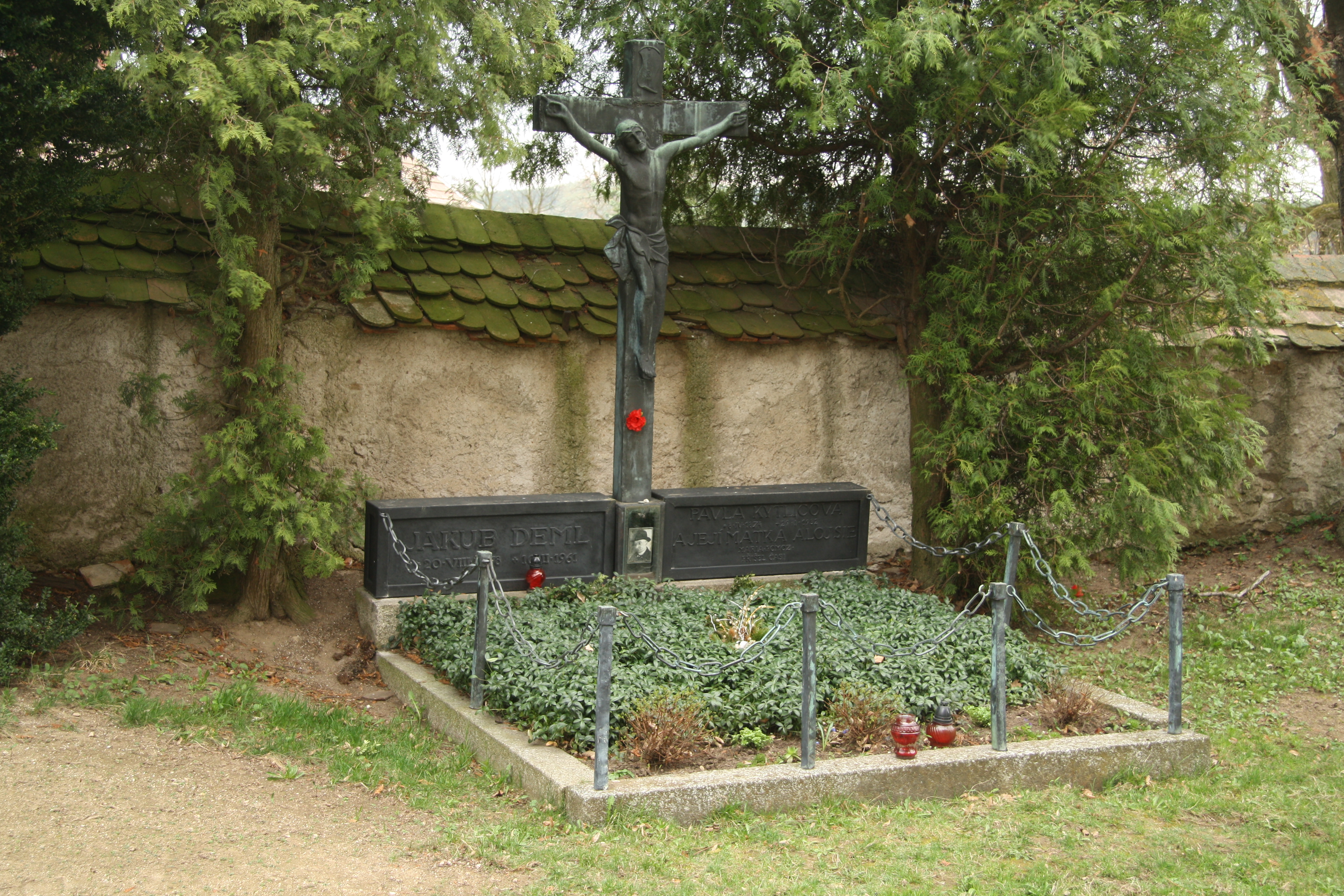
Hrob Jakuba Demla

## Citát
| „                                  | Když sedmiletý chlapec ponejprv a sám vykoná cestu do sousední dědiny, která je vzdálena od jeho domova sotva půl hodiny, ještě po letech může o této své cestě snít jak o křížové výpravě do Svaté Země. Tělesný obzor jeho očí bude stále širší a širší, tak jako vodní kruhy na jezeře od toho místa, na které se z tisícimetrové výše sřítil hydroplan, ale jeho obzor duchovní zůstane i po letech v tom centru, kterému se říká rodný kraj. Ten bude vždy jeho bodem Archimedovým a také vždy jeho Achillovou patou. | “ |
| — Jakub Deml, Pozdrav Tasova, 1932 | |   |